# 南豊島村
南豊島村（みなみてしまむら）は、大阪府豊能郡にあった村。現在の豊中市の南西部、猪名川の左岸にあたる。

## 地理
- 河川：猪名川、千里川

## 歴史
- 1889年（明治22年）4月1日 - 町村制の施行により、豊島郡原田村・勝部村・利倉村・上津島村・南今在家村・穂積村の区域をもって発足。
- 1896年（明治29年）4月1日 - 所属郡が豊能郡に変更。
- 1947年（昭和22年）3月15日 - 豊中市に編入。同日南豊島村廃止。

## 交通

### 道路
現在は旧村域に名神高速道路・阪神高速11号池田線の豊中インターチェンジ、阪神高速11号池田線の豊中南出入口が所在するが、当時は未開通。